# Bern Street Circuit
Het Bern Street Circuit is een stratencircuit in Bern, Zwitserland. Op 22 juni 2019 was het circuit voor het eerst gastheer van een Formule E-race, de ePrix van Bern. Deze race werd gewonnen door DS Techeetah Formula E Team-coureur Jean-Éric Vergne.

## Ligging
Het circuit is 2,750 kilometer lang en heeft 13 bochten. Het circuit ligt nabij de rivier Aare en loopt tegen de klok in. Het kent lange rechte stukken, maar ook krappe chicanes. Het heeft met meer dan 50 meter het grootste hoogteverschil van alle Formule E-circuits.